# Tlatolophus
Tlatolophus („slovní hřeben“) byl rod kachnozobého dinosaura z podčeledi Lambeosaurinae. Žil v období pozdní křídy (pozdní kampán, asi před 73,5 až 72 miliony let) na území současného státu Coahuila na severu Mexika.

## Objev a popis
Fosilie tohoto dinosaura byly objeveny roku 2005 v sedimentech souvrství Cerro del Pueblo. Zpočátku byla známa jen artikulovaná ocasní část páteře tohoto dinosaura s dosud pospojovanými obratli. Formálně byl taxon popsán v květnu roku 2021, typovým druhem je Tlatolophus galorum.
Na některých místech v Mexiku (stát Coahuila, nedaleko města Saltillo) byly objeveny také další akumulace (nakupení) velkého množství fosilních kostí hadrosauridů, z nichž některé mohou patřit i tomuto druhu. Podle délky ocasu (asi 5 až 6 metrů) bylo vypočítáno, že dospělí jedinci rodu Tlatolophus dosahovali celkové délky kolem 12 metrů a hmotnosti několika tun. Jednalo se tedy o značně velké zástupce kachnozobých dinosaurů.
Podle provedené fylogenetické analýzy patří mezi blízce příbuzné rody například západoevropský Blasisaurus a východoasijský Charonosaurus.